# Shang Shichun
Shang Shichun (chinesisch 尚世顺, Pinyin Shàng Shìshùn, * 21. April 1979 in Jinzhou, Provinz Liaoning) ist eine ehemalige chinesische Gewichtheberin.

## Karriere
Die 1,58 m große Sportlerin wurde 1998 in Sofia Juniorenweltmeisterin in der Klasse bis 69 kg. Bei den Weltmeisterschaften 2003 in Vancouver wurde sie dreifache Weltmeisterin in der Klasse bis 75 kg. Dabei stellte sie zugleich im Zweikampf, im Reißen und im Stoßen drei Weltrekorde auf. Allerdings wurde sie des Dopings überführt und der WM-Titel von 2003 und die drei Weltrekorde wurden ihr aberkannt. Shang Shichun wurde für zwei Jahre gesperrt. Sie war Studentin an der Sport-Universität Peking. 2006 erreichte sie bei chinesischen Meisterschaften in der Klasse bis 69 im Stoßen Platz 2 und siegte im Reißen und im Gesamtergebnis.